# Oběť
Oběť je náboženský úkon spočívající v „odevzdání/obětování“ cenných předmětů (obětin), zvířat nebo lidí bohům, duchům mrtvých či jiným nadpřirozeným bytostem. Původně šlo o zničení předmětů (např. spálení potravin), popř. zabití obětních zvířat či lidí. Postupně se v některých náboženstvích vyvinuly formy „nekrvavé oběti“, například darování předmětů (obětin) nebo zasvěcení „obětovaných“ osob duchovní službě. Motivací oběti bývá usmíření rozhněvaných bohů, pocta bohům nebo očekávání, že náhradou za obětované cennosti bohové obětníka vyslyší a splní jeho přání (do ut des). Zvláštní kategorií jsou oběti mrtvým, které mohou být chápány i jako jejich hmotné vybavení na onen svět. Historie náboženské oběti je velice stará, archeologické důkazy obětní praxe existují z dob dávno před vznikem písma.
V křesťanství má klíčový význam smrt Ježíše Krista, která bývá na základě starozákonního obětního institutu chápána tak, že v ní Bůh, Ježíšův Otec usmířil lidstvo samo se sebou (viz Ř 3,25; 2 Kor 5, 14-21). Římskokatolická mše, v níž se při slavení eucharistie Ježíšova smrt a zmrtvýchvstání připomíná a zpřítomňuje, se proto rovněž nazývá mešní obětí, a část mše, při které se zvlášť připomíná Ježíšova poslední večeře, se často označuje jako obětování. Křesťané věří, že Ježíšova oběť je úplná a definitivní (viz Žid 9,12; 10,1-18), a učinila tedy všechny náboženské oběti v tradičním smyslu zbytečnými. Ofěra věřících tak má již význam pouze sbírky darů na kostel nebo na dobročinné účely.
V přeneseném smyslu se slovo oběť používá jednak tehdy, když někdo nesobecky koná dobro pro druhé za cenu osobní ztráty, jednak ve smyslu zřeknutí se něčeho v očekávání budoucího většího zisku (např. v šachu).